# フジャイラ市
フジャイラ市（アラビア語: مدينة الفجيرة）はアラブ首長国連邦のフジャイラ首長国の首都である。オマーン湾に面する町であり、人口は3万3176人（1995年の統計値）。フジャイラ市内には、プライベートビーチやプールを完備したリゾートホテル、ショッピングセンターが複数存在する。観光名所としては、フジャイラ砦やフジャイラ博物館等がある。稀に数メートル先が見えなくなるほどの砂嵐に見舞われることもある。治安は比較的良好である。

## 交通

### 空港
- フジャイラ国際空港